# Золотницкий, Всеволод Александрович
Всеволод Александрович Золотницкий — советский селекционер сои, лауреат Сталинской премии.
Родился 31 января 1891 года в Казани. В 1914 окончил естественное отделение Казанского университета и был призван в армию. Участвовал в Первой мировой войне, попал в окружение и был взят в плен, содержался в лагере для военнопленных Бург под Магдебургом. Освобождён в 1918 году.
С 1919 года преподаватель Казанского университета. С 1921 года руководитель агротехнической лаборатории Казанской сельскохозяйственной опытной станции.
В январе 1926 года был направлен на Дальний Восток для выявления регионов, пригодных для районирования и возделывания сои. Там на Амурской опытной станции начал свою селекционную работу: отбирал крупносемянные формы дикой сои и скрещивал их с культурными сортами. Также ставилась задача сокращения периода вегетации.
Первый сорт «Амурская жёлтая популяция» был выведен в 1930 году методом индивидуального отбора из местной коллекции сои села Козьмодемьяновка Тамбовского района.
В 1933 году был включён в сортоиспытание сорт Амурская 41 в 1934 г. урожайность составила 22,6 ц/га.
В 1934 г. началась апробация сорта сои Амурская 42, скороспелый, средняя урожайность 12,6 ц/га. Был ценен тем, что мог возделываться и вызревал в северных районах Амурской области.
16 марта 1938 года В. А. Золотницкий вместе с агрономами Н. П. Александровым и В. П. Благоразумовым был арестован по обвинению в подрывной деятельности на Амурской сельскохозяйственной опытной станции. В октябре 1939 года дело было прекращено за недоказанностью вины.
В июне 1941 года В. А. Золотницкий с семьёй переехал в Хабаровск. Работал в Дальневосточном НИИ земледелия и животноводства старшим научным сотрудником, а с 1943 г. — заведующим отделом полеводства (ныне ДальНИИСХ). Там вывел новые сорта Хабаровская 5, Хабаровская 23 и другие скороспелые сорта и гибриды с вегетационным периодом 80 дней.
Кандидат сельскохозяйственных наук.
Лауреат Сталинской премии 1946 года.
Награждён орденом Трудового Красного Знамени, двумя орденами «Знак Почёта», медалью «За доблестный труд в Великой Отечественной войне 1941—1945 гг.», серебряной медалью ВСХВ.
Умер в 1963 году.
Книги:
- Соя на Дальнем Востоке [Текст] / В. А. Золотницкий, канд. с.-х. наук ; Под ред. канд. с.-х. наук Е. А. Старостина. — Хабаровск : Кн. изд-во, 1962. — 248 с., 1 л. карт. : ил.; 21 см.
- Соя в Хабаровском крае [Текст] / В. А. Золотницкий, канд. с.-х. наук лауреат Сталинской премии. — Хабаровск : Дальневост. гос. изд., 1951. — 78 с. : ил.; 17 см.

Жена — Мария Иосифовна Золотницкая.